# WorldFest-Houston International Film Festival
O WorldFest-Houston International Film Festival é um festival de cinema norte-americano, com sede na cidade texana de Houston. É considerado o terceiro festival de cinema e vídeo independente mais antigo do mundo. Fundada em 1968 como International Film Society, o evento é realizado anualmente em abril.
O premio oferecido no festival é o "Remi Award", homenagem conferida ao pintor, ilustrador, escultor e escritor americano Frederic Remington.